# Hans Peter Nooteboom
Hans Peter Nooteboom, né à Waingapu le 2 juillet 1934 et mort à Leyde le 20 avril 2022, est un botaniste néerlandais.